# Rhyacophila khimbarpa
Rhyacophila khimbarpa är en nattsländeart som beskrevs av Schmid 1970. Rhyacophila khimbarpa ingår i släktet Rhyacophila och familjen rovnattsländor. Inga underarter finns listade i Catalogue of Life.